# John Cocke
John Cocke (Charlotte, North Carolina, 30 mei 1925 - Valhalla, New York, 16 juli 2002) was een Amerikaans informaticus. Hij is met name bekend door zijn bijdragen aan de RISC-architectuur voor processors. Hij wordt ook de "vader van de RISC-architectuur" genoemd. Cocke heeft tevens bijdragen geleverd op het gebied van compileroptimalisatie en computerarchitectuur. Voor zijn werk ontving hij in 1987 de Turing Award.

## Biografie
In 1946 ontving Cocke een bachelortitel in werktuigbouwkunde aan de Duke-universiteit en een Ph.D. in wiskunde in 1956. In 1956 ging hij werken bij IBM Research waar hij zijn gehele carrière heeft doorgebracht. Cocke is met name bekend door de IBM 801 dat in 1975 begon als onderzoeksproject in het Thomas J. Watson Research Center.
In 1972 werd Cocke benoemd tot IBM Fellow. In 1976 ontving hij samen met Frances E. Allen de ACM Programming Systems and Languages Paper Award. In 1987 ontving Cocke de Turing Award voor zijn werk:
For significant contributions in the design and theory of compilers, the architecture of large systems and the development of reduced instruction set computers (RISC); for discovering and systematizing many fundamental transformations now used in optimizing compilers including reduction of operator strength, elimination of common subexpressions, register allocation, constant propagation, and dead code elimination.— Association for Computing Machinery
Cocke ontving ook de National Medal of Technology (1991), National Medal of Science (1994) en de IEEE John von Neumann Medal (1994). Cocke ging in 1992 met pensioen.
Cocke is een van de bedenkers van het CYK-algoritme (John Cocke, Daniel H. Younger en Tadao Kasami). Een ander algoritme dat zijn naam draagt is het BCJR-algoritme (Lalit. R. Bahl, John Cocke, Frederick Jelinek en Josef Raviv).